# Incamachay (Perú)
Incamachay (quechua inka 'inca', mach'ay 'cueva', "cueva del Inca", ortografía hispanizada Incamachay, Inca Machay) es un sitio arqueológico en el Perú. Se ubica en el distrito de Ñahuimpuquio, provincia de Tayacaja, departamento de Huancavelica.